# Fine China
"Fine China" é uma canção gravada pelo cantor-compositor norte-americano Chris Brown contida em seu sexto álbum de estúdio X. Foi composta por Chris Brown, Eric Bellinger, Leon Youngblood, Sevyn Streeter e produzida por Roccstar.
A canção recebeu críticas positivas dos críticos, principalmente da música, que consideravam a música "contagiante e memorável", principalmente por seu estilo "retrocesso", também citando Justin Timberlake e Michael Jackson. A canção conseguiu um sucesso moderado em diversos países como Austrália, Nova Zelândia, Inglaterra e Estados Unidos.

## Antecedentes e Inspirações
‎

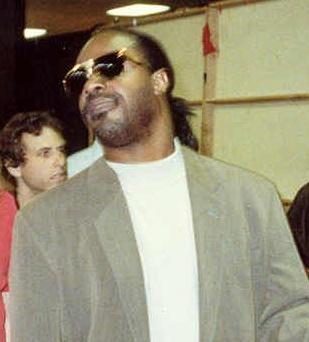
Stevie Wonder foi uma das grandes influencias da canção

Depois de Chris Brown ganhar um Grammy por seu álbum " F.A.M.E. ", na categoria" Melhor Álbum R&B do Ano ", Eric Bellinger, que co-escreveu" Say it With Me "para o álbum, admitiu que ele era como," Uau, Eu estou realmente fazendo alguma coisa aqui que eu estava fazendo a coisa certa, porque tantas pessoas se nomeado e é isso;.. mas para ser parte de um projeto que realmente ganhou foi o momento em que eu percebi que eu estava no negócio certo" Bellinger também disse a Billboard Magazine que ele ficou com Brown no estúdio todos os dias por cerca de dois meses. Então, ROCCSTAR e PK trouxeram a batida e ele imediatamente pensou em Michael Jackson e Stevie Wonder . Então eles disseram: "Vá na cabine e fazer alguma coisa como Michael". Em outra entrevista, Bellinger disse: "Ele [Brown] realmente voltou aos dias de Sam Cooke , mas ainda era capaz de mantê-lo em 2013 ao mesmo tempo. " Bellinger também citou Justin Timberlake como outra influência para a música e próximo álbum de Brown "X". "

## Recepção e Critica
"Fine China" recebeu críticas favoráveis na maior parte de críticos de música . Em uma revisão mais cedo para a música, Matt Diehl da Rolling Stone declarou que: "É uma combinação do futurista e o retrocesso, misturado com o romance decididamente antigo". Cortney Wills da MTV News chamou "Fine China", de " uma canção instantaneamente infecciosa ", acrescentando:" a linha de baixo contundente transporta voz dolorida de Brown através de uma melodia hipnotizante ". O Yahoo! elogiou "Fine China", como "a 1970'-inspirada para a pista soul" e disse que esse é O som de Brown mais musical até à data," louvando a música por ser "uma música exuberante e contagiante que lembra Michael Jackson de 'Off the Wall."

## Desempenho Comercial
Após o seu lançamento em 2 de abril de 2013, "Fine China" estreou no número 54 sobre os EUA Billboard Hot 100, e subiu para o top 40 durante a semana de 16 de maio, dando Brown seu 30º  top 40 no gráfico . A canção chegou ao número 31, na semana de 8 de junho de 2013, tornando-se a sua posição de pico.
No Reino Unido , a canção alcançou atingiu um máximo de número 23 da Official Charts Company . 
Na Austrália , a canção estreou em número 26. Desde então, foi certificado ouro pela Australian Recording Industry Association (ARIA), denotando a venda de 35 mil cópias. Na Nova Zelândia , a canção foi um pouco melhor, estreando e atingindo um máximo de número 21 na RIANZ gráfico. Na Bélgica , a música revelou-se mais bem sucedido, atingindo um pico de número 10, dando Brown seu sexto top 10 no país.

### Paradas Musicais
| Parada (2012)                           | Melhor posição |
| --------------------------------------- | -------------- |
| Austrália - (Australian Singles Chart)  | 26             |
| Bélgica - (Ultratip - Flanders)         | 10             |
| Bélgica - (Ultratip - Valônia)          | 7              |
| Canadá - (Canadian Hot 100)             | 71             |
| Estados Unidos - (Billboard Hot 100)    | 31             |
| Estados Unidos - (R&B/Hip-Hop Songs)    | 3              |
| Irlanda - (Irish Singles Charts)        | 65             |
| Nova Zelândia - (RIANZ Top 40)          | 21             |
| Reino Unido - (Official Charts Company) | 23             |
| Reino Unido - (Uk R&B Singles Chart)    | 4              |

### Vendas e certificações
| País      | Associação | Certificação | Vendas  |
| --------- | ---------- | ------------ | ------- |
| Austrália | ARIA       | Platina      | 70,000+ |